# Thelypteris parathelypteris
Thelypteris parathelypteris là một loài thực vật có mạch trong họ Thelypteridaceae. Loài này được (H. Christ) Ching miêu tả khoa học đầu tiên năm 1936.